# Supastition
Supastition (født 1976) er en rapper fra Greenville i North Carolina. Før han var fyldt 10 år begyndte han at rappe, og da han blev 18 valgte han definitivt at satse på en musikalsk karriere.
Der var dog mange dyre lærepenge at betale de første år i branchen. Han blev kastet frem og tilbage mellem forskellige pladeselskaber, og var i en to års periode låst fast på arme og ben grundet en uheldig kontrakt med selskabet Lo Key Records.
Omkring årtusindeskiftet mødte han rapperen og pladeselskabsejeren Rasco, der så talentet i Supastition og udsendte singlen 'Broke Man's Anthem'. Det bragte ham videre til Freshchest Records, der i 2002 udgav Supastitions debutalbum '7 Years of Bad Luck', der dog blev mødt med lunkne anmeldelser eller næsten værre: ligegyldighed.
I 2004 begyndte tingene at tage fart. Her fandt Supastition sammen med den hollandske wunderkind Nicolay, og sammen lavede de nummeret 'The Williams', der blandt 5000 indsendte forslag blev udvalgt til at optræde på ?uestloves Okay Player-kompilation 'True Notes Vol.1'.
Efterfølgende gæsteoptrådte Supastition bl.a. på KRS One-albummet 'Keep Right', på Little Brother mixtapet 'The Chittlin' Circuit' og udsendte EP'en 'The Deadline', der bl.a. indeholdt college-radio-hittet 'Boombox'.
I 2005 udsendte Supastition albummet 'Chain Letters', der fik gode anmeldelser i de fleste hiphop-magasiner, og bl.a. indeholdt undergrundshittet 'Hate My Face'.

## Diskografi

### Albums
- 2002: 7 Years Of Bad Luck
- 2004: The Deadline EP
- 2005: Chain Letters